# Họ Lá móc kép
Họ Lá móc kép (danh pháp khoa học: Dioncophyllaceae) là một họ thực vật hạt kín bao gồm 3 loài dây leo bản địa của các rừng mưa nhiệt đới tại Tây Phi.
Họ hàng gần nhất của họ này là họ Ancistrocladaceae. Cả hai họ đều nằm trong một nhánh chứa các loài thực vật ăn thịt, kể từ năm 1998 hay trong khoảng thời gian gần khi đó đã được di chuyển vào bộ Caryophyllales. Nhánh này cũng bao gồm các họ Droseraceae (gọng vó, bắt ruồi) và Nepenthaceae (nắp ấm Cựu thế giới) cũng như Drosophyllaceae (gọng vó Iberia).

## Đặc điểm
Tất cả các loài trong họ này đều là dây leo vào một khoảng thời gian nào đó trong vòng đời của chúng và leo bằng cách sử dụng các đôi neo móc bám hay tua cuốn được hình thành từ phần cuối của gân lá giữa. Thành viên được biết đến nhiều nhất là loài ăn thịt với danh pháp Triphyophyllum peltatum, mặc dù họ này còn chứa 2 loài khác nữa là Habropetalum dawei và Dioncophyllum thollonii.
Dioncophyllaceae là khác biệt ở chỗ có các lá mọc thành hình nơ khá dài với các gân lá song song sát vào nhau và sau đó, trong giai đoạn leo, là các lá với các móc neo hay tua cuốn do đầu gân lá giữa chẻ đôi tại đỉnh lá. Chúng là thực vật ăn thịt (ít nhất là ở loài Triphyophyllum peltatum), hoặc tự dưỡng (các loài kia?). Cơ chế bẫy mồi của Triphyophyllum peltatum là chủ động hoặc thụ động (?). Các bẫy nằm trên các đoạn thân và lá non, bao gồm các tuyến tiết đa bào, có hay không cuống, tương tự như ở Droseraceae và Ancistrocladaceae, tiết ra chất nhầy chua và dính. Thuộc dạng dị lá (Triphyophyllum peltatum ngoài các lá có móc bám còn có các lá ‘thông thường’ không có móc, và các lá khác suy giảm toàn phần thành gân lá giữa, hình thoa (cuộn xoắn vào trong) và vây quanh bởi vô số các tuyến có và không cuống), hoặc không dị lá. Các lá đơn mọc so le; dạng ‘lá cỏ’ hoặc dai bóng. Phiến lá nguyên; gân lá lông chim (chủ yếu) hoặc song song (các lá với gân lá giữa ở Triphyophyllum peltatum). Không có lá kèm. Mép lá nguyên hay khía tai bèo (hay khía tai bèo nhỏ, thường gợn sóng). Gân lá hình thoa (các lá có gân lá giữa của Triphyophyllum peltatum) hoặc không hình thoa. Hoa lưỡng tính, mọc thành cụm hoa hình xim. Đơn vị cụm hoa tận cùng dạng xim. Hoa có lá bắc (lớn hay nhỏ); kích thước trung bình; cân đối; mẫu 5. Bao hoa với tràng và đài hoa phân biệt; 10; 2 vòng; đẳng số. Đài hoa 5; 1 vòng; nhỏ, nhiều lá dài hay có lá đài hợp (khi đó hợp sinh ngắn tại gốc). Các thùy của đài hoa dài hơn ống tràng. Đài hoa đều; không rụng; mở bằng mảnh vỏ hay mở trong chồi. Tràng hoa 5; 1 vòng; nhiều cánh hoa; vặn xoắn; màu trắng; sớm rụng.
Bộ nhị 10(–30). Các phần của bộ nhị rời với bao hoa; can đối hay không cân đối; hơi dính liền hoặc rời nhau; 2 vòng. Bộ nhị chỉ bao gồm các nhị sinh sản. Nhị 10(–30); đẳng số với bao hoa hoặc gấp đôi hay gấp ba; ở Triphyophyllum peltatum so le với cánh hoa; cả hai so le với và đối diện với các phần của tràng hoa. Bao phấn đính gốc (hình trứng hay thuôn dài); nứt theo các khe nứt dọc; hướng trong; có phần phụ. Các phần phụ của bao phấn ở đỉnh (bằng sự thuôn dài của mô liên kết). Phấn hoa rụng như là các hạt đơn lẻ. Các hạt phấn có 3(–4) khe hở dọc.
Bộ nhụy 2 lá noãn hoặc 5 lá noãn. Các lá noãn suy giảm về lượng so với bao hoa, hoặc đẳng số với bao hoa. Nhụy hoa 1 ngăn. Bộ nhụy thuộc dạng quả tụ hay quả tụ với vòi nhụy và đầu nhụy rời hoặc với vòi nhụy rời; thượng. Bầu nhụy 1 ngăn. Vòi nhụy 2 hoặc 5; rời hoặc dính một phần; ở đỉnh. Đầu nhụy 2 hoặc 5; hình đầu, lông chim hay dạng điểm; kiểu khô; không nhũ. Kiểu đính noãn vách. Noãn trong 1 khoang 30–100 (‘nhiều’); dạng dây nhỏ dài; ngược; hai vỏ noãn; có 1 hay vài lớp tế bào ngoài túi phôi.
Quả không dày cùi thịt; nứt; dạng quả nang. Quả nang chẻ ngăn (mở sớm trước khi thuần thục, các hạt mọc kiểu hình khiên trên các dây nhỏ rất dài, dày, cứng). Hạt giàu nội nhũ. Nội nhũ không chứa dầu. Hạt lớn (hình đĩa); có cánh (mỏng và rộng hay hẹp và dày, bao quanh hạt). Hạt có tinh bột. Phôi phân dị tốt (lớn, đính trụ). Lá mầm 2.

## Phân loại

### Lịch sử phân loại
Hệ thống Cronquist năm 1981 đặt họ này trong bộ Violales. Trong khi đó bộ Dioncophyllales được Takhtadjan (1997) gộp trong Theanae.
Hệ thống APG III năm 2009 (không đổi so với hệ thống APG II năm 2003 và hệ thống APG năm 1998), công nhận họ này và đặt nó trong bộ Caryophyllales của nhánh core eudicots.

### Các chi và loài
Họ chứa 3 chi và 3 loài như sau:
- Dioncophyllum: 1 loài Dioncophyllum thollonii.
- Habropetalum: 1 loài Habropetalum dawei.
- Triphyophyllum: 1 loài Triphyophyllum peltatum.